# 九龍東如心酒店

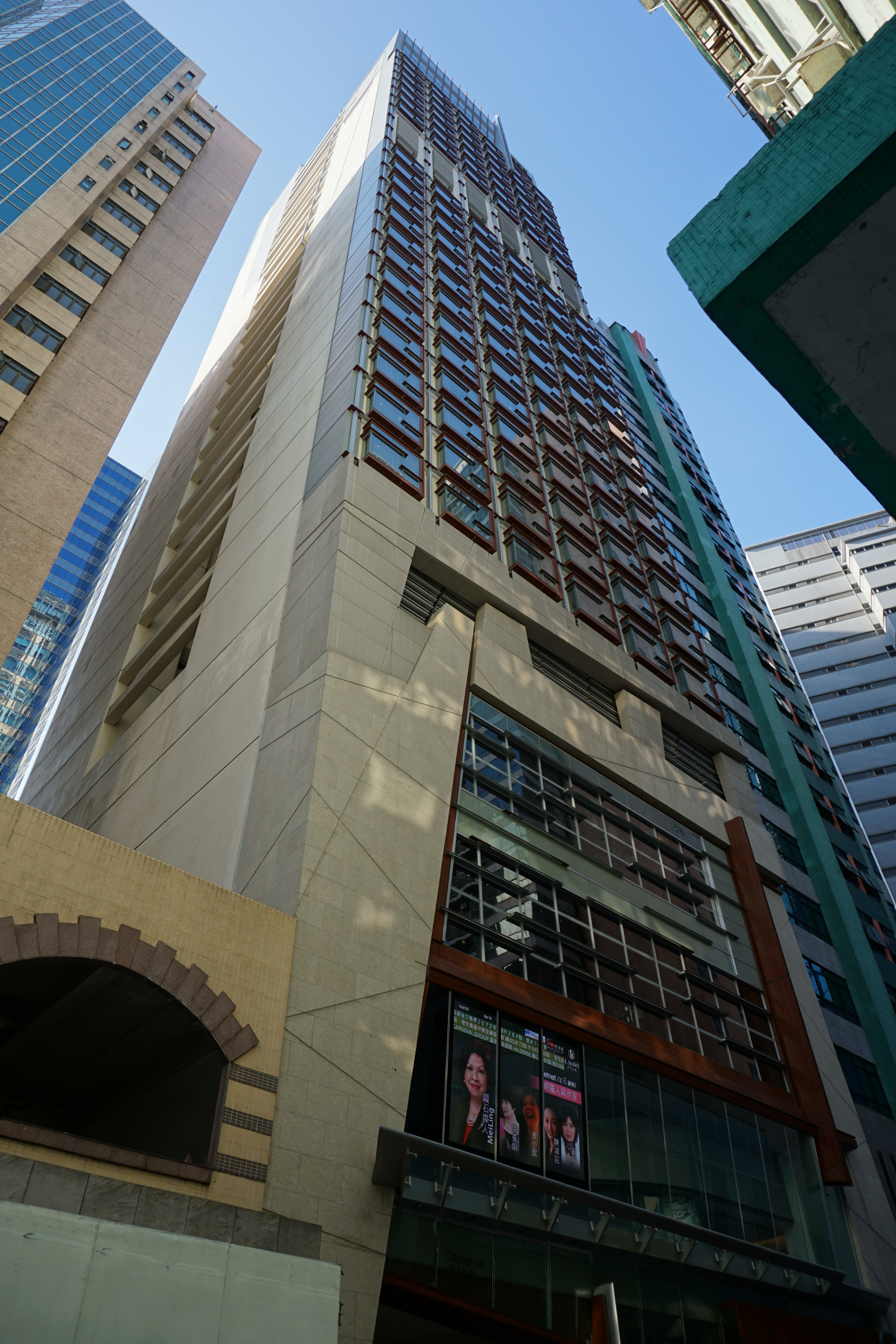
酒店外觀

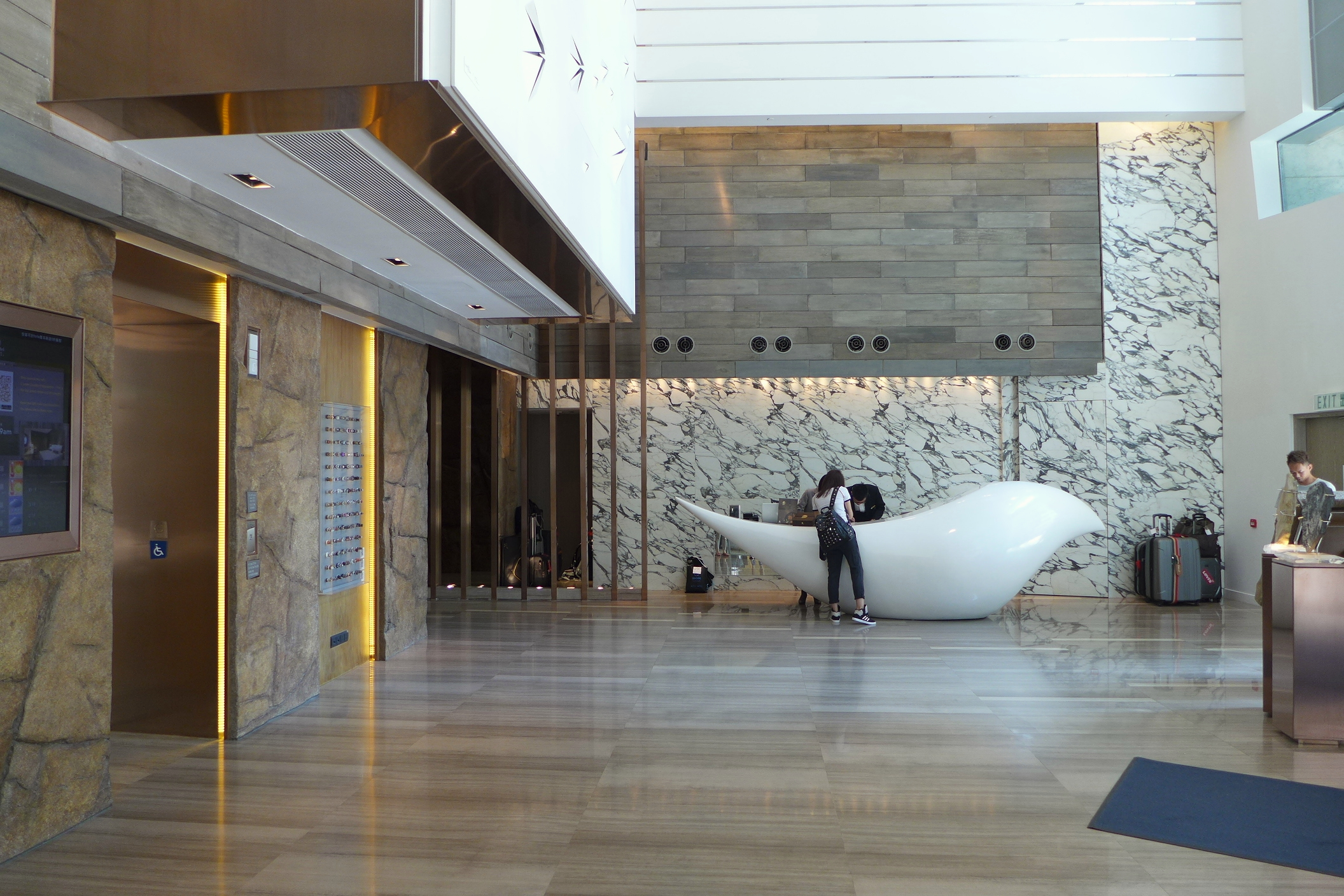
地下大堂

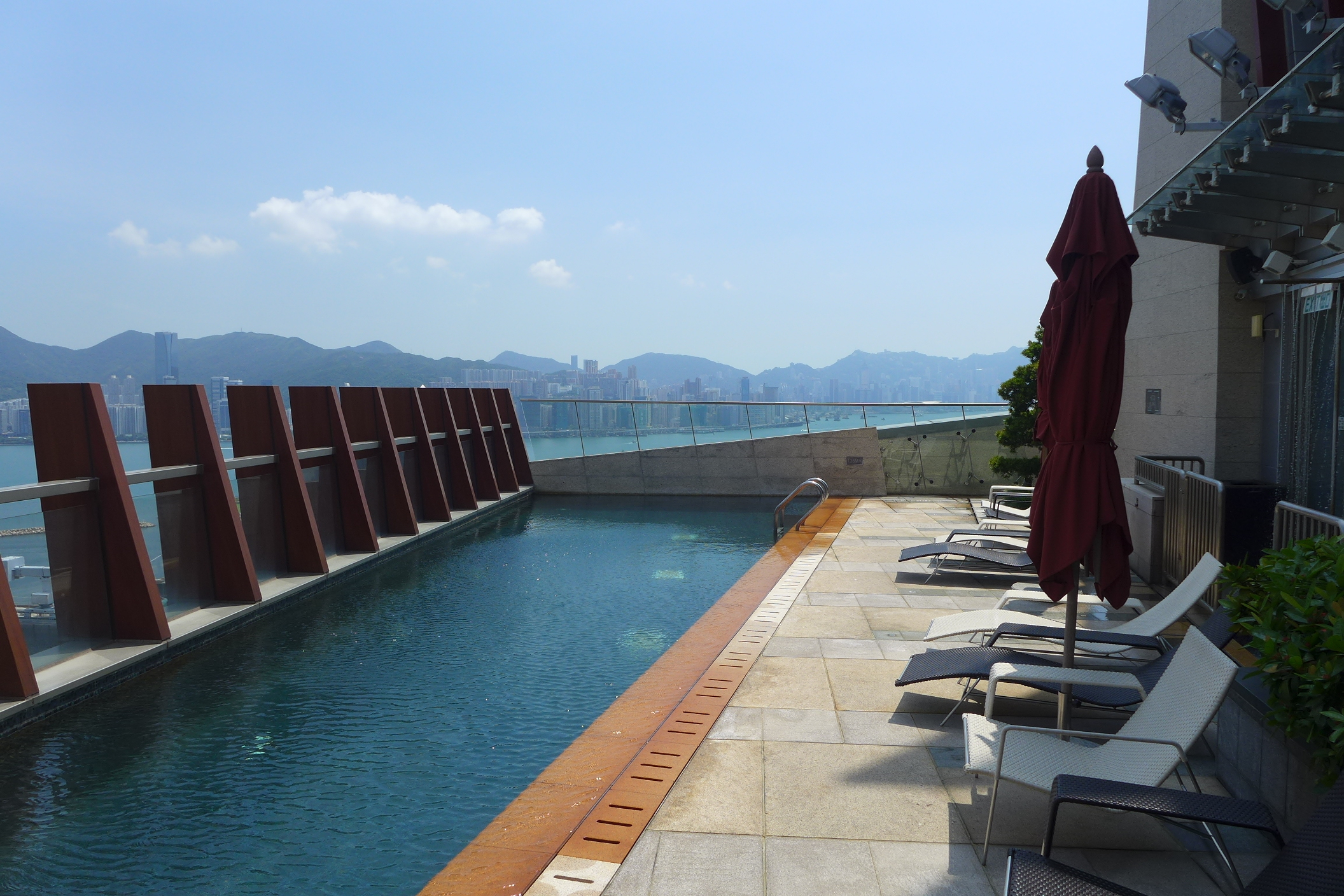
35樓露天泳池

九龍東如心酒店（英語：Nina Hotel Kowloon East），2021年3月前稱如心艾朗酒店（L'hotel élan），為香港一間四星級酒店，隸屬華懋集團旗下如心酒店品牌，位於香港觀塘創業街38號，於2012年開業。酒店樓高35層，設有254間客房，包括8間套房及兩間寬敞的复式單位。大部分客房景觀面向市景，部分高層客房可遠眺港島、維港及觀塘市景。

## 設施
位處最高35樓設有露天泳池、小型健身中心。1樓為forte自助餐廳。3樓設the terrace秘密花園。酒店推行「藝術家住店計劃」，酒店內設出不同的畫作、相片和雕塑。

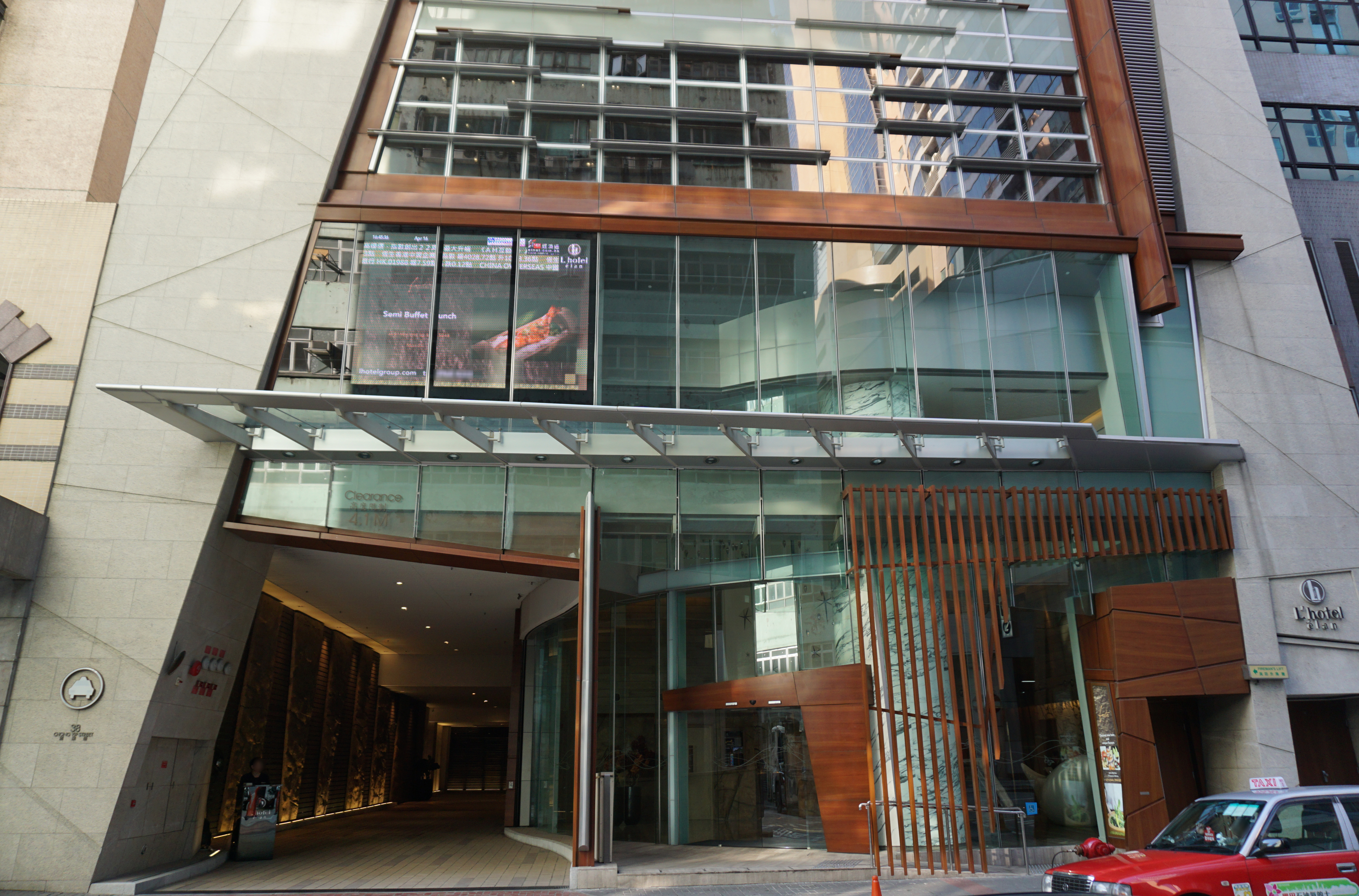
地下大堂酒店入口
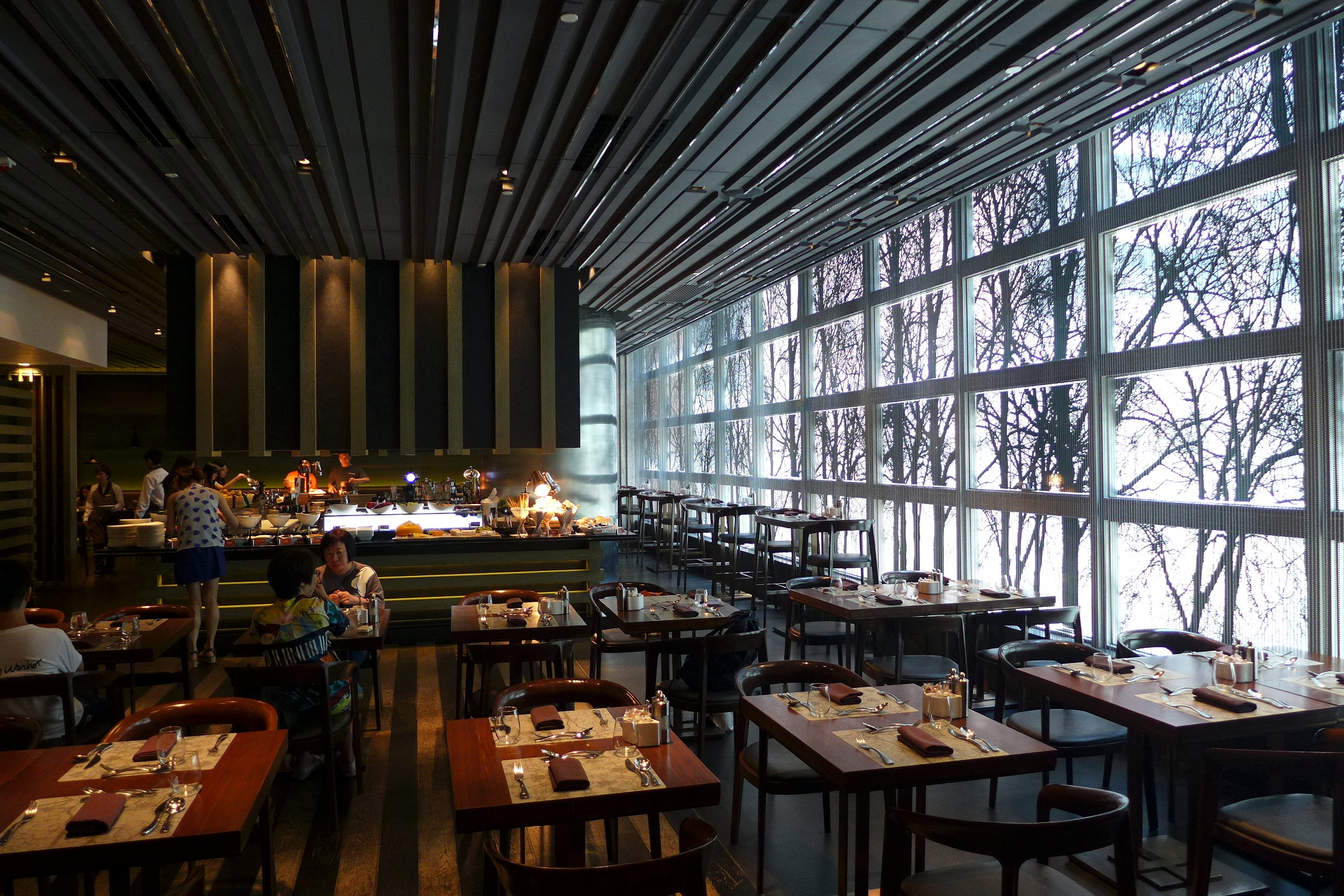
1樓forte自助餐廳
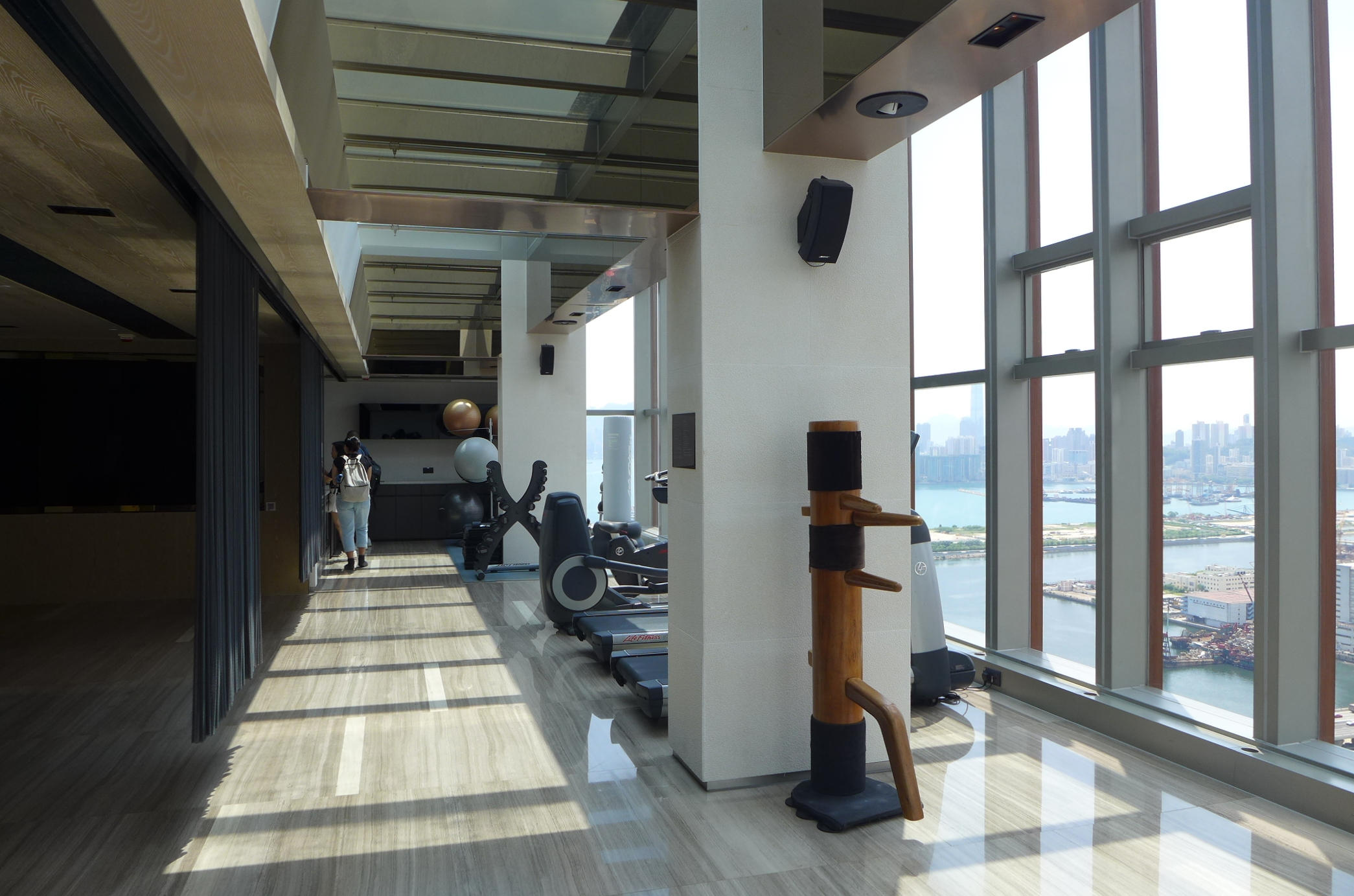
35樓小型健身中心

## 交通
港鐵
- █  觀塘綫：牛頭角站（步行5分鐘）

## 外部連結
- 如心艾朗酒店 （页面存档备份，存于）